# ヴァルテル・ボナッティ

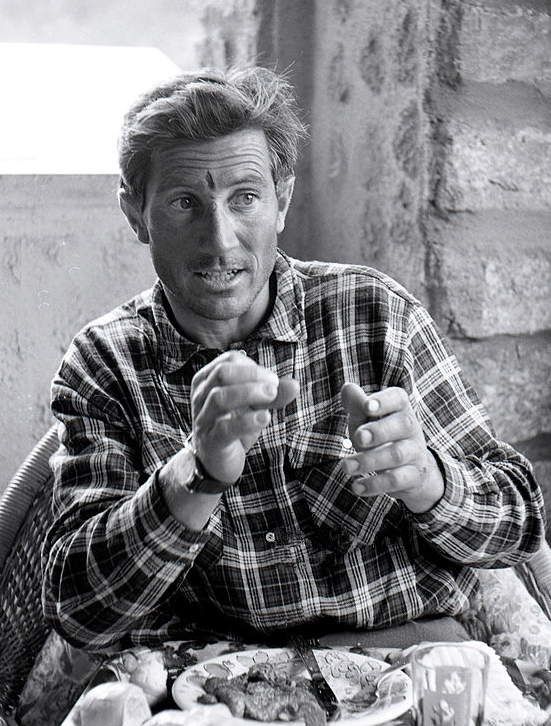
ヴァルテル・ボナッティ, 1964

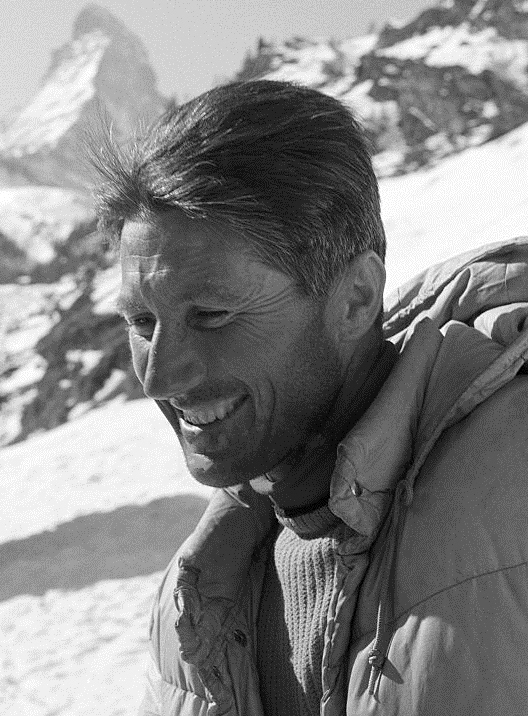
ヴァルテル・ボナッティ, 1965

ヴァルテル・ボナッティ（Walter Bonatti,  1930年6月22日 -  2011年9月13日）は、イタリアの登山家。北イタリアのベルガモ生まれ。パートナーは、事実婚だが、イタリアの名女優ロッサナ・ポデスタである。

## 初期の登山
1948年夏にレッコ県グリーニャの尖峰で初めて本格的なクライミングを行った。翌年の1949年には早くも難ルートのピッツ・バディレ北西壁、モンブランのノワール針峰西壁、グランドジョラス北壁の登攀に成功する。
資金が乏しいため、初期の登山はごく基本的な装備しかなかった（自分で作ったハーケンを多用していた）。最初の数年間、ボナッティは製鋼所で働き、土曜の夜シフトが終わったらそのままクライミングに向かった。
1951年にはモンブラン山塊のグラン・カピュサン東壁を初登攀、1953年にはチマ・オヴェスト北壁の冬季初登攀を成し遂げた。
1954年に山岳ガイド資格を取り、クールマイユールに移った。

## K2
1954年にK2初登頂を狙う遠征隊に参加する。24歳で最年少であった。遠征自体は成功したが、ボナッティは仲間から不当な非難を受け、心に深い傷を負うことになる。
遠征の最終段階になり、第8キャンプにいる隊員達でさらにもう一つキャンプを作る必要があった。隊員のリーノ・ラチェデッリの体調は良かったが、アキッレ・コンパニョーニは消耗が激しかった。コンパニョーニは「自分は翌日の最終キャンプの設営に加わるが、その後なお不調なら、アタック隊員としてボナッティに交代してもらう」と切り出し、ボナッティは酸素ボンベを荷上げするために下降することとなった。ボナッティは下から登ってきたフンザ人ポーターと合流して最終キャンプ目指して登り返すが、コンパニョーニとラチェデッリは体調の良いボナッティに自分達の立場が脅かされることを恐れて、約束より高い場所にキャンプを設営していた。ボナッティとフンザ人高所ポーターのマフディ（Mahdi）は最終キャンプを発見できず、8100メートルの高度で露天ビバークを強いられる。声の届く距離にいた登頂隊の2人は夜になって呼びかけに反応し、「そこにをボンベを置いて下山しろ」という。ボナッティは彼らが迎えにくることを望んだが、それ以後いっさい応答はなくなった。ボナッティとポーターは強風に耐え、翌朝にボンベを残して下山。登頂隊の2人は酸素ボンベを回収し、K2初登頂に成功する。ポーターは重度の凍傷を負い、手足の指の切断を余儀なくされた。
その後コンパニョーニは報告書に「酸素ボンベの気圧が低く、頂上に着く前に酸素ボンベが切れた。抜け駆けして頂上を目指していたボナッティが酸素ボンベを吸ったからだ」と書き、イタリア山岳会の公式見解となる。しかしボナッティは酸素マスクや混合弁を持っておらず、ボンベを使うことは不可能だった。ボナッティは失望し、後に裁判を起こして身の潔白を訴えることになる。
そして50年後の2004年、沈黙を守っていたラチェデッリがチェナーキとの共著“K2 il prezzo della conquista”でボナッティの訴えを認め、イタリア山岳会も2007年にボナッティの説明が正しいことを認めた。

## アルピニスト
K2から戻った後もアルプスで多くの初登攀を成し遂げる。1955年にモンブラン、プティ･ドリュ南西岩稜を単独で初登攀。1963年にグランド・ジョラス北壁を冬季初登攀。
1958年にはカラコルムのガッシャーブルムIV峰に初登頂。
1965年にマッターホルン北壁を新ルートから冬季単独初登攀をやってのけ、先鋭的な登攀から引退した。

## 主な登攀歴
- 1949	グランド・ジョラス北壁、ピッツォ・バディレ（英語版）北西壁、モンブランノワール針峰（英語版）西壁など
- 1951	モンブラン、グラン・カピュサン（英語版）東壁初登攀 （ルチアーノ・ジーゴと）
- 1953	チマ・オヴェスト（英語版）北壁冬季初登攀 （カルロ・マウリと）

チマ・グランデ北壁冬季第2登 （カルロ・マウリと）
- 1954	K2、8100mまで。同じチームの2人が初登頂。
- 1955	モンブラン、プティ･ドリュ（英語版）南西岩稜を単独で初登攀
- 1957	モンブラン、プトレイ大岩稜（英語版）初登攀 （トニ・ゴッビと）
- 1958	セロ・トーレ（英語版）敗退 （カルロ・マウリと）
- 1958	ガッシャーブルムIV峰初登頂 （カルロ・マウリと）
- 1959	モンブラン、ブルイヤールの赤い岩稜初登攀 （アンドレア・オッジョーニと）
- 1961	アンデス、ロンドイ（英語版）北峰初登頂（アンドレア・オッジョーニと）
- 1961	モンブラン、フレネイ中央岩稜、敗退
- 1962	プティト・ジョラス（イタリア語版）東壁初登攀 （ピエール・マゾーと）

モンブラン、プトレイ大岩稜 北壁初登攀 （コシモ・ザッペリと）
- 1963	グランド・ジョラス北壁冬季初登攀 （コシモ・ザッペリと）
- 1964	グランド・ジョラス北壁ウィンパー側稜初登攀 （ミシェル・ヴォーシェと）
- 1965	マッターホルン北壁冬季単独初登攀、直登ルート開拓

## 受賞歴
- イタリア共和国功労勲章　カヴァリエーレ・ディ・グラン・クローチェ

2004年12月
K2登頂で確執のあるアキッレ・コンパニョーニとの共同受賞であったため、後に勲章を返上した。
- レジオンドヌール勲章 コマンドゥール

2012年6月

## 登山哲学
埋め込みボルトに対し、「不可能を取り除いてしまい、未知の要素は消え、冒険性を無くしてしまう」として、使用に反対した。

## 参考書籍
- ヴァルテル・ボナッティ著『わが生涯の山々』（山と渓谷社,2003年）ISBN 978-4635348027
- ニコラス・オコネル著『ビヨンド・リスク―世界のクライマー17人が語る冒険の思想』（山と渓谷社,1996年）ISBN 978-4635178082